# Гідриди халькогенів
Гідри́ди халькоге́нів (рос. гидриды халькогенов, англ. chalcogene hydrides) — хімічні сполуки елементів 16 групи Періодичної таблиці (O, S, Se, Te, Po) типу H2X та Н2Xn, де n>1. Усі гідриди типу H2X, крім H2О, за нормальних умов є газами з сильним запахом, дуже отруйні.
Подібно до води, структура їхніх молекул зігнута, але кути HEH наближаються до 90°, тобто орбіталі центрального атома мають виражений p-характер. Катіони [H3О]+, [H3S]+ мають тригональну пірамідальну структуру.
У воді — слабкі кислоти, солі яких гідролізуються. Протонування H2S до [H3S]+ досягається за допомогою суперкислот, наприклад, HF/SbF5 (сіль [H3S][SbF6], кристалічна). 